# نادي النصر للتعدين
نادي النصر للتعدين هو نادي رياضي تابع لشركة النصر للتعدين يقع بمدينة إدفو والاسم الكامل له هو نادي العاملين بشركة النصر للتعدين، ويلعب في دوري الدرجة الثانية بالمجموعة السادسة موسم 2016-15، تصدر مجموعته وصعد للدروي الممتاز لعام 2016-2017 بعد فوزه على الأسيوطي سبورت بركلات الجزاء في دورة الترقي ثم هبط في سنة 2018. يقع مقر النادي داخل مقر الشركة بمدينة إدفو وبالتحديد في الجزء الشمالي الشرقي.

## التاريخ
قرر مجلس الإدارة برئاسة الراحل المهندس عبد المالك فرح رئيس مجلس إدارة الشركة السابق إنشاء فريق لكرة القدم يحمل اسم الشركة وكان له ما أراد وتأسس النادي في عام 2006 وأشهر برقم إشهار 245  وانضم لنشاط لاتحاد المصري لكرة القدم في 2006.,

## المشاركات في الدوري الممتاز
يشارك النادي في الدوري المصري الممتاز 2016-17.
- أول هدف للنصر للتعدين في الدوري الممتاز سجله باتريك أدو أمام الإسماعيلي في ملعب الإسماعيلية ضمن مباريات الجولة الرابعة يوم الرابع عشر من أكتوبر 14 أكتوبر2016 وانتهت المباراة بالتعادل بهدف لهدف وهي أول نقطة للتعدين في الدوري الممتاز ويعتبر النجم أحمد مدبولينيو والمنتقل حديثا إلى عذبه تركي هو أحد أبرز نجوم الفرقة.
- أول مباراة يسجل فيها فريق النصر للتعدين هدفين كانت أمام الداخلية في الجولة السابعة وانتهت بالتعادل 2/2 بإستاد أسوان يوم السبت الموافق 29 أكتوبر 2016.
- حقق فريق النصر للتعدين أول فوز في تاريخه في الدوري المصري الممتاز أمام فريق أسوان في الجولة الثامنة بإستاد أسوان الرياضي وانتهت المباراة بهدفين مقابل هدف وذلك يوم الخميس الموافق 3 نوفمبر 2016.
- تعد مباراة أسوان والنصر للتعدين والتي أقيمت يوم الخميس الموافق 3 نوفمبر 2016 ضمن منافسات الجولة الثامنة أول كلاسيكو في تاريخ محافظة أسوان في الدوري المصري الممتاز حيث جمعت بين ممثل مركز ومدينة أسوان وهو نادي أسوان الرياضي وممثل مركز ومدينة إدفو وهو نادي النصر للتعدين ليصبح بذلك أول وأقدم كلاسيكو في أسوان.
- أربعة أرقام تاريخية للنصر للتعدين بعد الفوز على الشرقية في الجولة 15 من الدوري الممتاز هو أول فوز للتعدين خارج محافظة أسوان في الدوري الممتاز، وأول مباراة يسجل فيها النصر للتعدين 3 أهداف في الممتاز، وأول مباراة للنصر للتعدين في الدوري الممتاز يسجل فيها أحد لاعبيه هدفين وهو اللاعب حماده جلال صاحب الهدف الأول والثالث، وأول فوز على الشرقية في الدوري الممتاز .

## المشاركات فيدوري الدرجة الثانية

### موسم20102011
هو أول موسم للتعدين في دوري القسم الثاني أو الدرجة الثانية واحتل النصر للتعدين المركز الثالث عشر حيث حصد [30] ثلاثين نقطة من ثلاثين مباراة حيث فاز في ستة مباريات وهزم في إثنا عشر مباراة وتعادل في إثنا عشر مباراة .

### موسم20142015
في هذا الموسم أستقر النصر للتعدين في مركز الرابع خلف الألومنيوم وأسوان وسوهاج ضمن المجموعة الأولى ولم يصعد الترقي حيث حصد أربعون نقطة من أربعة وعشرون مباراة 

### موسم 16-2015
تصدر النصر للتعدين مجموعته التي شهدت منافسة قوية من فريقي الألومنيوم ونادي قنا الرياضي لكنه نجح في اقتناص الصدارة وصعد لمواجهة الأسيوطي سبورت في مباراة الترقي للممتاز وتعادل الفريقين ذهابا وإيابا بنفس النتيجة بهدف لمثله واحتكما لضربات الترجيح التي صفقت لأبناء إدفو ليكونوا في الدوري المصري الممتاز لأول مرة في تاريخهم.

## المشاركات في كأس مصر
شارك نادي النصر للتعدين في كأس مصر 2016 كأس عبور لاند وخرج من دور [32] بصعوبة أمام المصري البورسعيدي بضربات الترجيح   
كما سبق له الخروج من ذات الدور [32] في كأس مصر 2015 إثر هزيمته أمام فريق الجونة بهدفين لصفر كأس مصر لكرة القدم 2015 في المباراة التي جرت يوم 17 يناير 2015 
وخرج أيضاً من دور [32] من كأس مصر 2010 بعد هزيمته بهدفين لصفر أمام طلائع الجيش في 21 مايو 2010.